# Sergio Zyman
Sergio Zyman (Ciudad de México, 30 de julio de 1945) es un ejecutivo de marketing mexicano, más conocido como el comercializador detrás del fallido lanzamiento de New Coke.

## Primeros años
Zyman nació en el seno de una familia judía mexicana en la Ciudad de México.  Asistió a programas ejecutivos en la Universidad de Harvard y escuelas de posgrado en Londres, París y Jerusalén, aunque su currículum profesional no incluye un título de posgrado.

## Carrera
La experiencia laboral de Zyman incluye puestos en Coca-Cola, PepsiCo y Procter & Gamble, y en su propia firma Zyman Group. También es conocido por ayudar a introducir Diet Coke en 1982 y por concebir Fruitopia en 1994.
Después de salir de la Compañía Coca-Cola, Zyman puso en marcha una consulta firma llamada Zyman Group, que vendió a MDC Partners Inc., una empresa de publicidad canadiense sociedad de cartera, por alrededor de $ 60 millones en abril de 2005. Fue reemplazado allí como presidente por Scott Miller, anteriormente con McCann Erickson. El Grupo Zyman ya no opera. Posteriormente, Zyman se desempeñó como director de Upstream Worldwide, la empresa matriz de uSell.com, pero fue reemplazado allí y ya no está en el Equipo Ejecutivo. Luego trabajó con JC Penney como consultor de marketing.

### New Coke
Un artículo de portada de la revista Fortune del 1 de mayo de 1995 se refirió a New Coke como el mayor error de marketing desde el lanzamiento de Edsel de Ford. New Coke fue una reformulación del sabor original de Coca-Cola. Después de una importante oposición de los consumidores, el sabor original se reintrodujo después de 77 días. La revista Fortune informó:
Zyman, entonces director de marketing de EE. UU., Salía de su enormemente exitosa introducción de la Coca-Cola light cuando se le asignó la responsabilidad diaria del ultrasecreto Proyecto Kansas en 1984. El celoso mexicano insistió en que Coca-Cola (o Co-Coola, como él lo pronuncia) debe actuar con valentía para revertir su caída de participación de mercado de 20 años vs. Pepsi. Zyman, un ex comercializador de Pepsi, argumentó que la estrategia correcta era reemplazar la Coca-Cola de 98 años con una cola de mejor sabor, etiquetarla como "New Coke" y difundir la noticia, que es exactamente lo que hizo la compañía. El mayor error de Zyman, que algunos atribuyen al ego, fue que él y su equipo no presentaron la opción de mantener la vieja Coca-Cola en el mercado.

## Obras publicadas
Zyman ha escrito cuatro libros sobre marketing y publicidad, que incluyen:
- El fin de la publicidad como la conocemos con Armin Brott. John Wiley & Sons, 2002.
- El fin del marketing tal como lo conocemos.